# Abacetus klickai
Abacetus klickai là một loài bọ chân chạy thuộc phân họ Pterostichinae. Loài này được Jedlicka mô tả lần đầu năm 1935.